# Claudiu Baștea
Claudiu Baștea (* 18. června 1979 Sibiň) je bývalý rumunský zápasník–judista.

## Sportovní kariéra
S judem začínal v rodné Sibini. Vrcholově se připravoval ve Velkém Varadínu pod vedení Emila Morara. V rumunské reprezentaci se pohyboval od roku 1998 v lehké váze do 73 kg. V roce 2000 si pátým místem na mistrovství Evropy ve Vratislavi zajistil kvalifikaci na olympijské hry v Sydney, kde vypadl v úvodním kole. Od roku 2003 patřil mezi přední evropské lehké váhy a v roce 2004 si nenechal utéct kvalifikaci na olympijské hry v Athénách. Do Athén však nevyladil formu a vypadl ve druhém kole s Portugalcem João Netem. V roce 2005 ho dělilo 8 sekund od finále mistrovství světa v Káhiře a nakonec skončil pod stupni vítězů. V roce 2008 se na své třetí olympijské hry v Pekingu nekvalifikoval. Na velkou medaili během své sportovní kariéry nedosáhl. Sportovní kariéru ukončil v roce 2009.

## Výsledky
| Turnaj             | 1998       | 1999       | 2000       | 2001       | 2002       | 2003       | 2004       | 2005       | 2006       | 2007       | 2008       |
| Turnaj             | 19         | 20         | 21         | 22         | 23         | 24         | 25         | 26         | 27         | 28         | 29         |
| Turnaj             | lehká váha | lehká váha | lehká váha | lehká váha | lehká váha | lehká váha | lehká váha | lehká váha | lehká váha | lehká váha | lehká váha |
| ------------------ | ---------- | ---------- | ---------- | ---------- | ---------- | ---------- | ---------- | ---------- | ---------- | ---------- | ---------- |
| Olympijské hry     |            |            | úč.        |            |            |            | úč.        |            |            |            | —          |
| Mistrovství světa  |            | —          |            | úč.        |            | úč.        |            | 5.         |            | úč.        |            |
| Mistrovství Evropy | —          | úč.        | 5.         | úč.        | úč.        | úč.        | 5.         | úč.        | úč.        | 7.         | úč.        |
| MS juniorů         | 3.         |            |            |            |            |            |            |            |            |            |            |
| ME juniorů         | 3.         |            |            |            |            |            |            |            |            |            |            |